# Visions (Sun-Ra-Album)
Visions ist ein Jazzalbum von Sun Ra und Walt Dickerson. Die am 11. Juli 1978 im C.I. Recording Studio, New York City, entstandenen Aufnahmen erschienen 1979 als LP auf SteepleChase Records. Auf der 1988 veröffentlichten CD sind zwei weitere Titel enthalten.

## Hintergrund
Sun Ra hatte 1965 – in einem der seltenen Fälle, wo er sich als Begleitmusiker betätigte – bei Walt Dickersons Quartettalbum Impressions of a Patch of Blue mitgewirkt. Walt Dickerson legte dann ab Ende der 1970er-Jahre eine Reihe von Duoalben vor, beginnend mit Divine Gemini (1978), mit dem Bassisten Richard Davis, gefolgt von Landscape with Open Door mit Pierre Dørge, dem Duoalbum Visions mit Sun Ra am Piano und Tenderness (1985), erneut mit Richard Davis. Visions blieb die einzige Duo-Begegnung der beiden befreundeten Musiker; Dickerson war als Solist auf Sun Ras posthum erschienenen Soloalbum Haverford College 1980 Solo Piano zu hören.

## Titelliste
- Sun Ra & Walt Dickerson: Visions (SteepleChase SCS 1126)[3]

1. Astro 7:50
2. Utopia 8:10
3. Visions 2:50
4. Constructive Neutrons 10:10
5. Space Dance 8:10

Die Kompositionen stammen von Walt Dickerson.

## Rezeption
Ron Wynn verlieh dem Album in Allmusic drei Sterne und urteilte: „Einfach ein tolles Duo-Date mit Sun Ra am Klavier und Walt Dickerson am Vibraphon.“
Es wäre großartig, wenn es heute veröffentlicht würde. Oder morgen, äußerte Patricia Brennan gegenüber Ted Panken im Blindfold Test für Down Beat. „Ich liebe das kleine, schnelle Spiel ohne Pedal. Es geht nicht darum, eine Linie zu spielen, sondern die Resonanz zu nutzen, eine Geste-Textur-Energie“ […] „Wenn der Vibraphonist einen vollen Ton spielte und Sie dieses Vibrato hörten … das ist der Vibraphonton der 70er Jahre. Akustisch kann man nur eine begrenzte Menge Dinge tun; Für mich bietet die Elektronik eine andere Welt, um diese Sprache zu erweitern. 5 Sterne“. [Danach] [Inzwischen] „habe ich mich von Walt Dickerson distanziert, [doch] ich schätze seine Kreativität“.